# Katerina Luschik
Katerina Luschik, Katja, (* 7. Januar 1998) ist eine deutsche rhythmische Sportgymnastin. Sie startet für den SKC Tabea Halle.

## Laufbahn
Katerina Luschik kam im Jahr 2000 mit ihrer Familie aus Kiew nach Deutschland. In Halle begann sie mit dem Sport. 2012 wurde Luschik bei den Deutschen Jugendmeisterschaften der 14-Jährigen Neunte im Mehrkampf und Vierte im Finale mit dem Reifen.
Bei den Deutschen Jugendmeisterschaften 2013, die im Rahmen des Deutschen Turnfests ausgetragen wurden, belegte sie Platz vier im Mehrkampf und im Keulenfinale der 15-Jährigen. Mit dem Ball wurde sie Zweite und mit dem Band Deutsche Jugendmeisterin.
Ende 2013 wechselte Katerina Luschik an den Bundesstützpunkt in Fellbach bei Stuttgart und wurde somit Mitglied der Nationalmannschaft-Gruppe. Mit Judith Hauser, Anastasija Khmelnytska, Daniela Potapova, Sara Radman und Rana Tokmak nahm sie an den Grand Prix Wettkämpfen in Moskau und Thiais teil, wo sie im Gruppenmehrkampf Rang vier, im Finale mit zwei Bändern und drei Bällen Rang fünf und im Finale mit zehn Keulen Rang drei belegten. Beim World Cup in Stuttgart im März 2014 wurden sie Achte im Mehrkampf und im Finale mit zehn Keulen.
Im Mai 2014 verließ Luschik den Bundesstützpunkt wieder und sorgte mit einem öffentlichen Brief, in dem sie den Trainerinnen des Stützpunktes heftige Vorwürfe machte, für Aufsehen. Ihre Mutter erstattete Anzeige wegen Körperverletzung und unrechtmäßiger Medikamentenvergabe. Die Teamchefin Karina Pfennig, die ebenfalls aus der Ukraine stammt, wurde daraufhin „in gegenseitigem Einvernehmen“ durch den Deutschen Turner-Bund von allen Aufgaben entbunden.
Im Juni 2014 gewann Luschik mit der Gruppe des SKC Tabea Halle die Deutsche Meisterschaft. Ihre Chance, erneut in der Nationalmannschaft anzutreten, wird nach den Auseinandersetzungen als gering eingeschätzt.